# Aviación policial

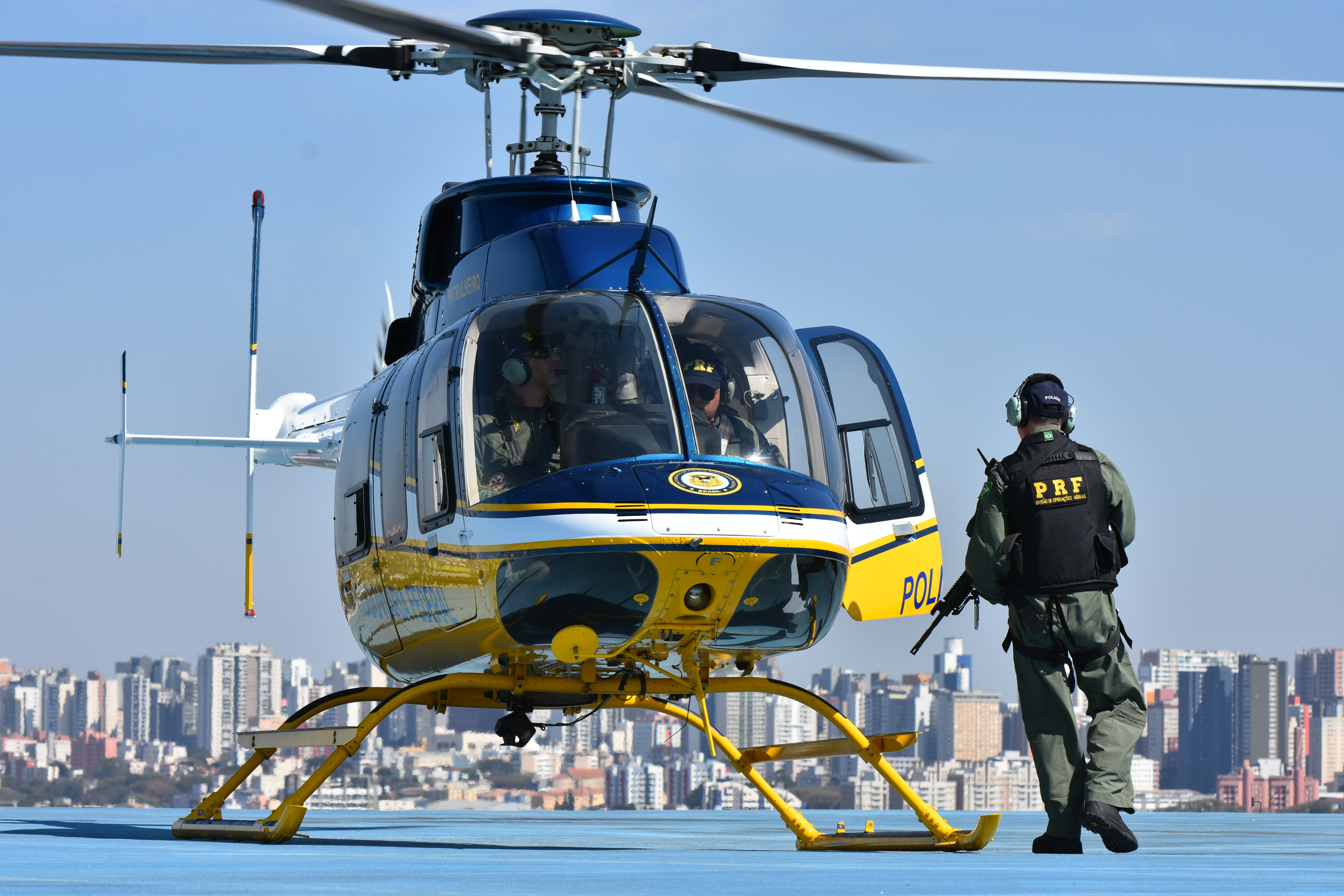
Helicóptero de la Policía Rodoviaria Federal de Brasil en la sede estatal de la institución en Curitiba

La aviación policial es el uso de aeronaves en operaciones policiales. Los servicios de policía suelen utilizar aeronaves para control de tráfico, apoyo en tierra, búsqueda y rescate, persecuciones a vehículos de alta velocidad, observación, patrullaje aéreo y control de eventos públicos a gran escala y/o incidentes de orden público. Pueden emplear aeronaves de alas giratorias, aeronaves de alas fijas, aeronaves de alas no rígidas o aeronaves más ligeras que el aire. En algunas ciudades importantes, los aeronaves de ala giratoria de la policía también se utilizan como transporte aéreo para el personal perteneciente unidades de estilo SWAT. En áreas grandes y escasamente pobladas, a veces se utilizan aviones de ala fija para transportar personal y equipo.

## Historia
El primer departamento de aviación policial se estableció en la ciudad de Nueva York en 1919 con dos aeronaves de ala fija. Los vehículos de ala fija fueron generalmente reemplazados por los de ala rotatoria más versátiles desde finales de la década de 1940. Sin embargo, los aviones de ala fija todavía se utilizan en algunas misiones, como en el patrullaje fronterizo, ya que su alta velocidad y mayor altitud operativa permiten cubrir áreas más grandes.
En 1921, el dirigible británico R33 se utilizó para ayudar a la policía con el control del tráfico en torno a las carreras de caballos en Epsom y Ascot.
Un gran mural al costado del Ayuntamiento de St. George en el East End de Londres, que representa el incidente de orden público de la Batalla de Cable Street de 1936, incluye el autogiro de la policía, que estuvo presente durante el incidente, arriba.

## Vehículos aéreos no tripulados
La policía de algunas áreas comenzaron a utilizar vehículos aéreos no tripulados, o drones, para operaciones de vigilancia. Estos vehículos vienen en dos tipos: de alas fijas o de alas rotatorias.